# Stazione di Barcellona Sants
La stazione di Barcellona Sants è una stazione ferroviaria della città di Barcellona in Spagna.
Per volume di traffico è la prima per quanto riguarda le tratte internazionali, mentre risulta seconda nelle tratte nazionali dopo quella di Madrid Puerta de Atocha, mantenendo questi primati fino all'entrata in funzione della nuova stazione di Barcellona-Sagrera.
Da Sants fanno capolinea o transitano gran parte dei treni regionali della Catalogna, partono o arrivano convogli ferroviari da e per molte città spagnole, nonché il tracciato della linea ad alta velocità Madrid-Saragozza-Barcellona-Frontiera Francese. L'afflusso annuale è di circa 80 milioni di persone.

## Storia
La moderna stazione di Sants fu costruita negli anni settanta come parte della costruzione della prima linea regionale che da est ad ovest attraversa la città sottoterra. Negli ultimi 30 anni, la stazione ha eclissato la più antica stazione di França, degli anni venti, come principale stazione di Barcellona.

## Caratteristiche
La stazione è stata costruita nello stile di un moderno aeroporto, con tutti i suoi molti binari situati sottoterra. La stazione è chiusa ogni notte per quattro ore.